# Regimiento de Infantería 7 (Bolivia)
El Regimiento de Infantería 7 «Marzana» es un regimiento del Ejército de Bolivia perteneciente a la Cuarta División del Ejército y con base en el municipio de Cabezas, provincia Cordillera, departamento de Santa Cruz. Funciona también como un centro de reclutamiento de conscriptos.
En 1932, cuando empezó la guerra del Chaco, el RI-7 integraba la 2.ª División con asiento en a la ciudad de La Paz.
En la década de 1980, el Ejército reestructuró sus fuerzas, y el Regimiento 7 pasó formar parte de la 8.ª División con base en Santa Cruz de la Sierra.